# راؤول ميشيل ميلو دا سيلفا
راؤول ميشيل ميلو دا سيلفا (بالبرتغالية: Raul Michel Melo da Silva) هو لاعب كرة قدم برازيلي في مركز الدفاع، ولد في 4 نوفمبر 1989 في بليم في البرازيل. لعب مع أتلتيكو باراناينسي ونادي سبورت ريسيفه ونادي فيغورينسي ونادي كريسيوما ونادي ماريتيمو.

## وصلات خارجية
- راؤول ميشيل ميلو دا سيلفا على موقع قاعدة بيانات كرة القدم.إي يو (الإنجليزية)
- راؤول ميشيل ميلو دا سيلفا على موقع Soccerway.com (الإنجليزية)
- راؤول ميشيل ميلو دا سيلفا على موقع AS.com (الإسبانية)